# Kurt Passow
Kurt Passow (geboren am 16. April 1896 in Charlottenburg; gestorben am 10. Dezember 1972 in Bonn) war ein deutscher Ingenieur, Motorradkonstrukteur, Designer, Erfinder, Unternehmer und Leiter des Maschinellen Berichtswesens des Reichsministers für Rüstung. Er war der Sohn des Prof. Carl Adolf Passow und dessen Ehefrau Charlotte Amalie geb. Freiin von Röpert (1862–1930).

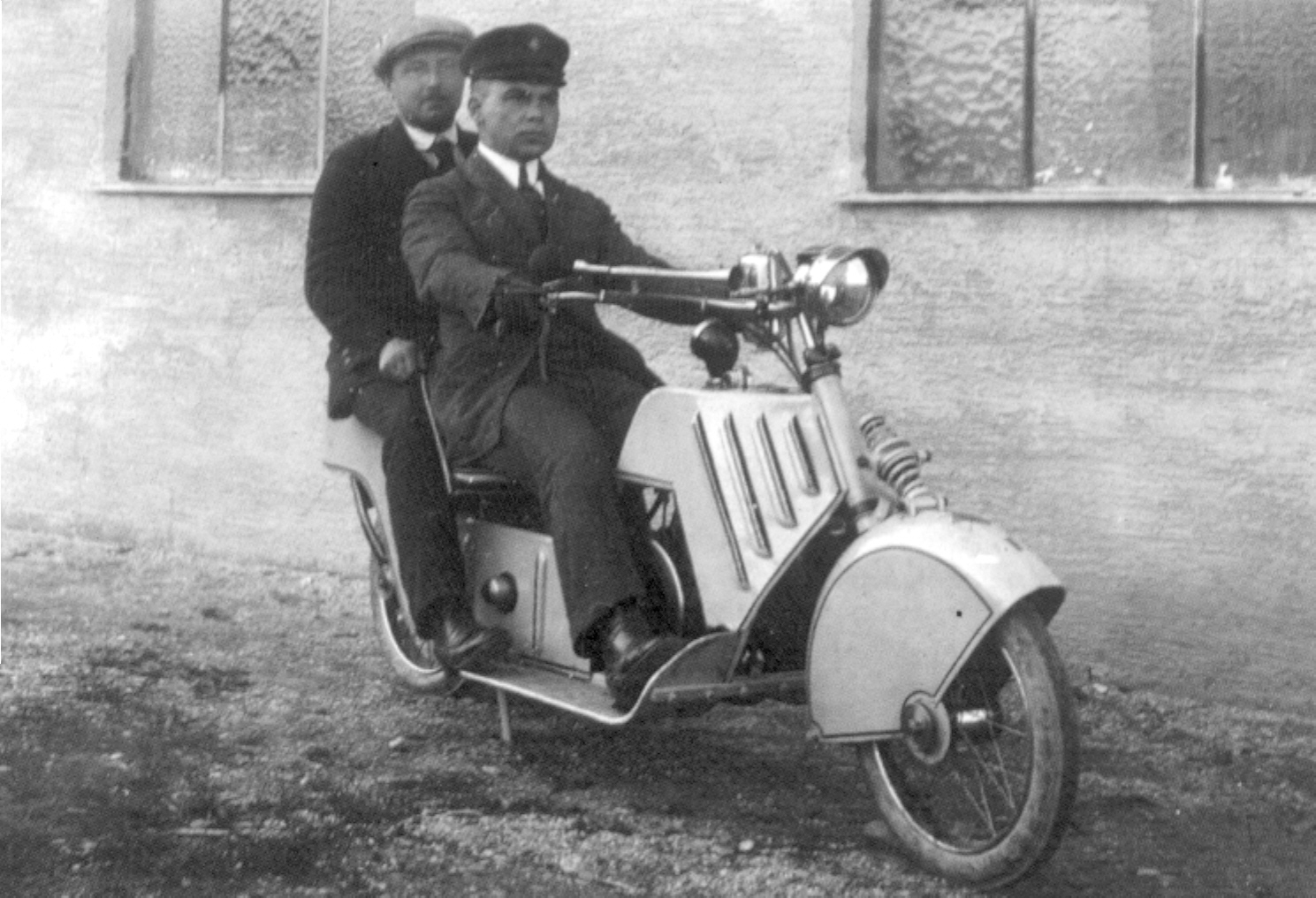
Pawa Motorrad 1922

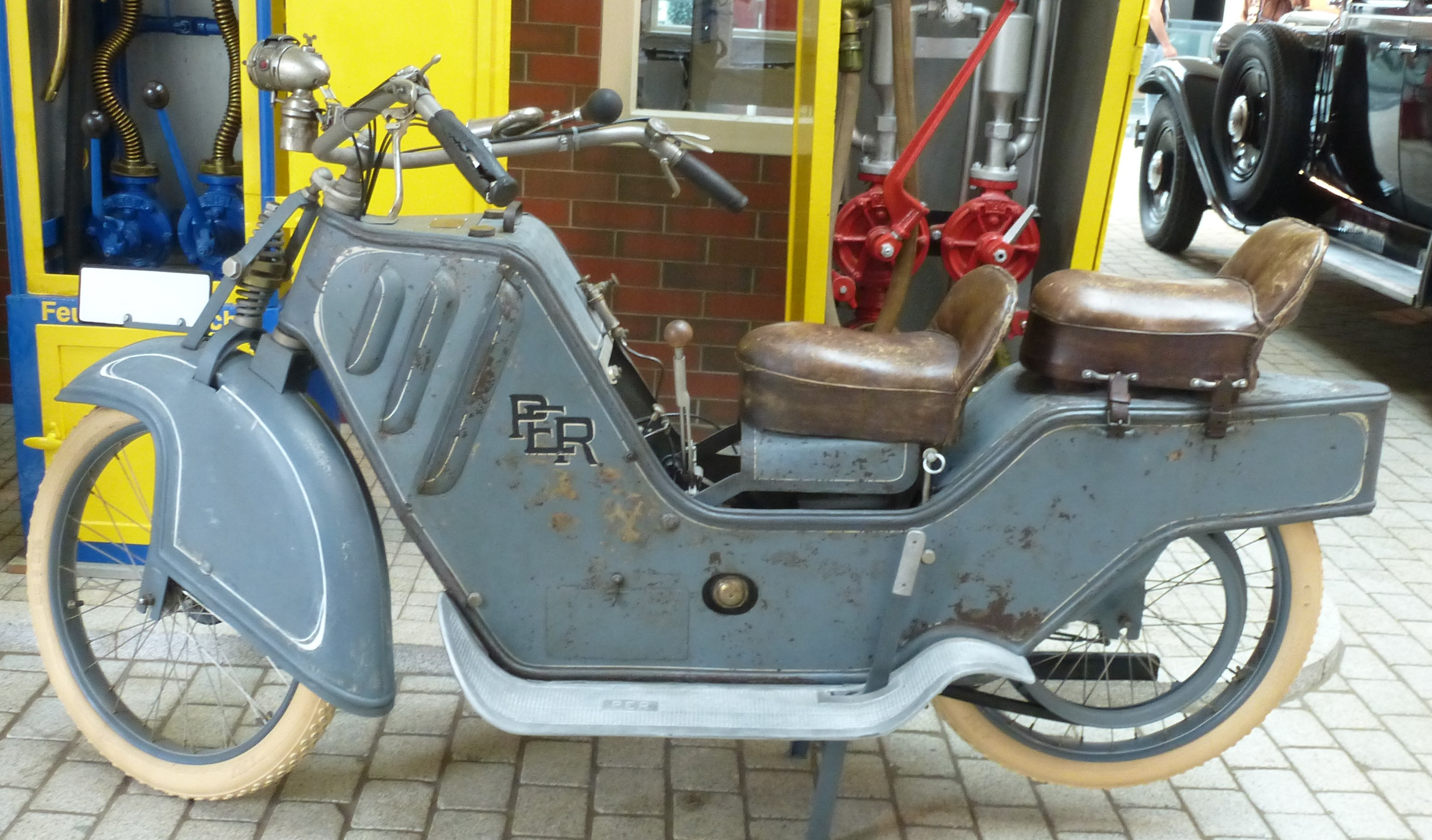
Per Motorrad (1925)

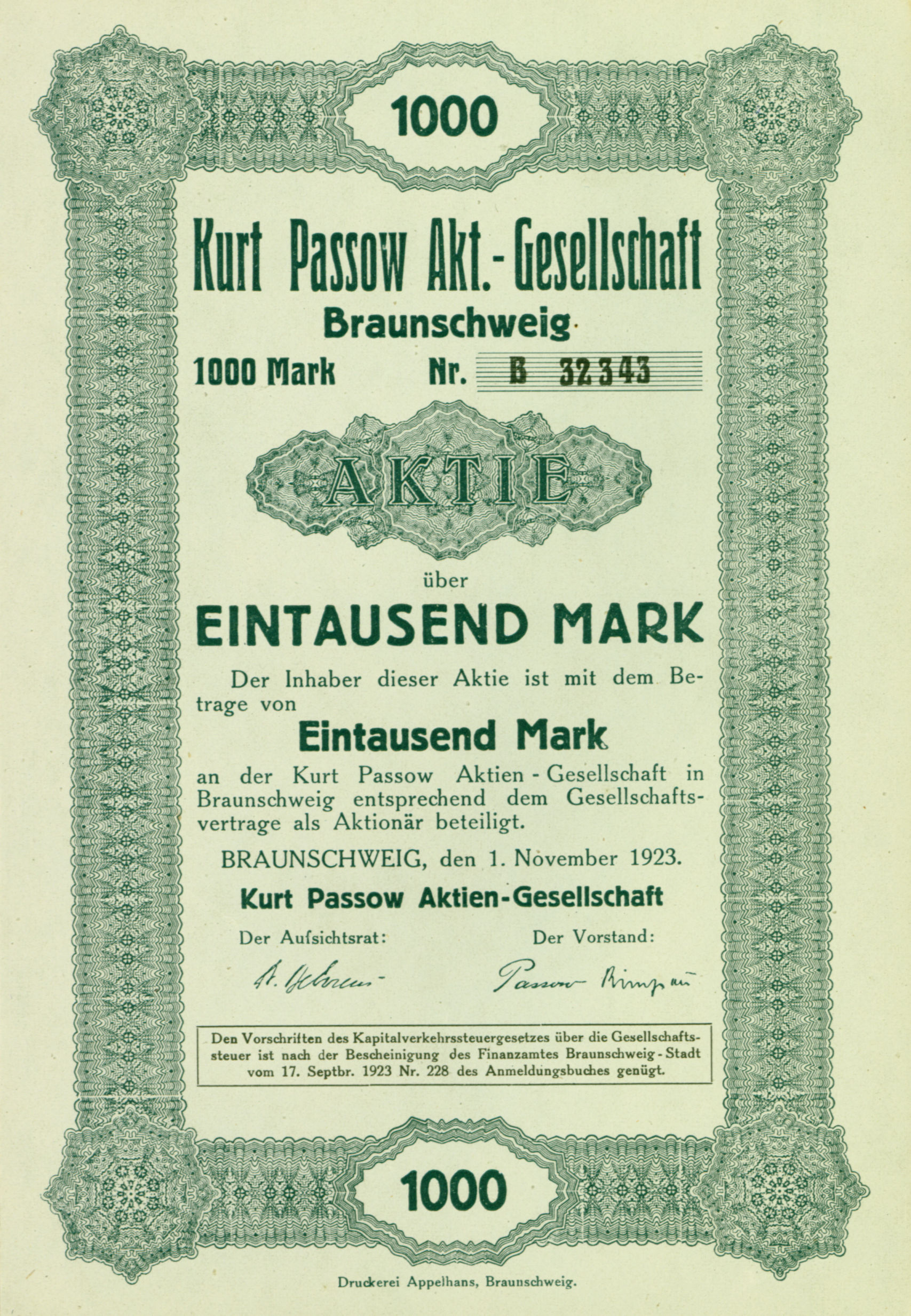
Aktie über 1000 Mark der Kurt Passow AG vom 1. November 1923

## Leben

### Motorradkonstruktion
In den Jahren von 1922 bis 1923 arbeitet er als Ingenieur für die Vis Gesellschaft für Kleinfahrzeuge GmbH (Berlin), die Motorräder der Marke „Wegro“ herstellt. 1922 kam das von ihm entworfene Sesselmotorrad „Pawa“ auf den Markt, welches bereits vorhandenen Modellen der DKW-Werke („Golem“ und „Lomos“) ähnelt. Das eigenwillige Gefährt mit langem Radstand, blechverkleidetem Zweitaktmotor und Seitenverkleidungen – Vorläufer des späteren Motorrollers – wurde jedoch kein kommerzieller Erfolg.
1923 ging Passow nach Braunschweig und gründete dort die „Per“ Konstruktions- und Handelsgesellschaft für Kraftfahrzeuge und Industriebedarf. Er entwickelte den Pawa-Roller weiter zu seiner eigenen Marke „Per“. – Im Laufe des Jahres meldete Passow in Hinblick auf die im Herbst geplante Produktion Patente auf ein Automatikgetriebe und auswechselbare Räder sowie ein Gebrauchsmuster für das Motorrad Per an. – Am 3. September 1923 wurde die Kurt Passow Aktien-Gesellschaft, Braunschweig, mit einem Kapital von 50 Mio. Mark gegründet. Als Firmenzweck wurde der „Bau von Motorfahrzeugen nebst Zubehör und der Handel mit den erzeugten Produkten“ angegeben. Als Produktionsstandort für die „Per“ wurde das nahe gelegene Klein-Stöckheim gewählt.
1924 verkauften Passow und seine Teilhaber die Patente, Materialien und Fertigungseinrichtungen an die Firma Friemann & Wolf in Zwickau. Der Grubenlampenhersteller gründete dazu die PASSOW & Co. GmbH mit Sitz im Stammwerk. Trotz zeitgenössischer Lobeshymnen über die technischen Finessen des Sesselrollers wurde auch die „Per“ kein wirtschaftlicher Erfolg. Auch eine Beteiligung der Berliner Firma Eichler, die sich schon der DKW-Sesselroller angenommen hatte, konnte den Betrieb nicht retten. 1926 wurde die Produktion eingestellt. Passow zog nach Naumburg und gründete dort die Kurt Passow & Co. KG.

### Passomobil Kinderfahrzeug GmbH in Naumburg/Saale
1928 wandte sich Passow mit einem Schreiben an Jörgen Skafte Rasmussen, den Gründer der Zschopauer Motorenwerke. Die Fabrik mit ihrer Marke DKW war zu dieser Zeit der größte Motorradhersteller der Welt. Passow bot an, für Werbezwecke Kindertretautos nach dem Muster des damals neu erschienenen PKW DKW P15 herzustellen und bat Rasmussen um Unterstützung bei der Suche nach einem geeigneten Produktionsstandort in Naumburg. Rasmussen gewährte Passow 1929 die gewünschte Unterstützung und so konnte im angemieteten Wagenhaus der ehemaligen Bismarckkaserne die Produktion von Kindertretautos aufgenommen werden. Zu diesem Zweck war die „Passomobil Kinderfahrzeug G.m.b.H. Naumburg/Saale“ mit Passow als Geschäftsführer gegründet worden (Eintrag in das Handelsregister am 7. Mai 1929), Rasmussen wurde Gesellschafter. Folgende Modelle waren im Angebot:
„Teufelchen“ – Einsitzer für Kinder im Alter von drei bis fünf Jahren, 110 cm lang, Grundpreis 35,00 RM
„Blitz“ – Einsitzer für Kinder im Alter von sechs bis zwölf Jahren, 135 cm lang, Grundpreis 39,75 RM
„Pfeil“ – Zweisitzer für Kinder im Alter von drei bis fünf Jahren, Grundpreis 46,00 RM
„Sausebraus“ – Zweisitzer für Kinder im Alter von sechs bis zwölf Jahren, Grundpreis 54,00 RM
Unter dem Slogan „D.K.W. – Des Knaben Wunsch“ erinnerte man an den Spielzeugmotor, den DKW bereits 1919 im Programm hatte.
Alle Modelle verfügten über verstell- und herausnehmbare Sitze mit Spezialleder, Pedalantrieb, Hupe, doppelseitige Fahrtrichtungsanzeiger sowie Scheibenräder mit Vollgummibereifung. Dazu kamen kostenpflichtige Sonderausstattungen wie Windschutzscheibe, Bremse, Reserverad, Schutzblech mit Trittbrettern und Stoßfänger, Gangschaltung, Kettenantrieb, Verdeck, Scheibenwischer oder eine elektrische Beleuchtung. Außerdem konnte man gegen Aufpreis Steuerrad und Kühler in vernickelter Ausführung bestellen.
Darüber hinaus befanden sich weitere Kinderspielgeräte wie DKW-Kinderautos (75 cm lang, ab 17,00 RM), DKW-Schlitten (105 cm lang, ab 20,50 RM), DKW-Transportwagen (82 cm lang. 26,00 RM) und DKW-Roller (60 cm lang, 7,00 RM) usw. im Sortiment. 1930 folgte ein DKW-Rennwagen (140 cm lang, 42,50 RM) nach dem Vorbild des in diesem Jahr neu erschienenen Roadsters DKW PS 600 Sport.
1929 wurden insgesamt 2.062 Kindertretaustos hergestellt. Bedingt durch die Weltwirtschaftskrise ging der Absatz 1930 stark zurück, Anfang 1931 schied Passow als Geschäftsführer aus, im gleichen Jahr musste das Konkursverfahren über die GmbH eingeleitet werden, welches sich noch bis zum Oktober 1932 hinzog.
Von den etwa 4.000 hergestellten Exemplaren sind nur sehr wenige im Besitz von Museen oder Sammlern erhalten, darunter im Industriemuseum Chemnitz und im Depot Pohl-Ströher in Gelenau.

### Maschinelles Berichtswesen
1937 wurde im Zuge der Kriegsvorbereitungen das Maschinelle Berichtswesen des Reichsministers für Rüstung als Lochkartenstelle des Wehrwirtschaftsbetriebes gegründet.
1939 gab Passow ein Buch heraus, welches zum Vademecum der Wehrmacht wurde: „Taschenbuch der Heere“. Er wurde Amtsgruppenchef des Maschinellen Berichtswesens des Reichsministers für Rüstung und ab 1941 Mitglied im vierköpfigen Beratungsausschuss der DEHOMAG.
Nach der deutschen Okkupation Frankreichs wurde die Firma Wanderer-Werke AG Siegmar-Schönau Feindvermögensverwalter der Bull Computer im besetzten Frankreich.

### Nach Kriegsende
Anfang Mai 1945 knüpfte die Industry Branch (eine Unterabteilung der 'Economic Division', der Wirtschaftsabteilung Militärregierung) Kontakte zur 'Außenwirtschaftsabteilung der Reichsgruppe Industrie', welche sich von Berlin nach Bayreuth abgesetzt hatte.
Kurze Zeit später wechselte die 'Abteilung für maschinelles Berichtswesen der Reichsgruppe Industrie' auf Rat von Offizieren der Wirtschaftsabteilung von Gera (in der SBZ gelegen) nach Bad Nauheim, in die Nähe des amerikanischen Hauptquartiers.
Umbenannt in 'Statistical Office' wurde diese Abteilung in die 'Industry Branch' eingegliedert.
1952 Wanderer/Exacta, Köln, wurde Generalvertreterin für die BRD von Bull.

## Veröffentlichungen
- Taschenbuch der Heere (Mit 500 Abbildungen, Karten, Uniformzeichnungen und Schattenrissen) Lehmann, München/Berlin, 1939
- Von Polen bis Compiègne. Lehmann, München 1941
- Das Maschinelle Berichtswesen. In: Wehrtechnische Monatshefte (Nr. 62), 1965